# Glen Parva
Glen Parva – wieś w Anglii, w hrabstwie Leicestershire, w dystrykcie Blaby. Leży 6 km na południe od miasta Leicester i 139 km na północny zachód od Londynu.